# 嬉野ゆみ
| プロフィール           | 嬉野ゆみ               |
| ---------------------- | ---------------------- |
| 愛称                   | うれしのちゃん         |
| 生年月日               | 1996年7月24日          |
| 出身地                 | 日本・神奈川県横浜市   |
| 血液型                 | A型                    |
| 公称サイズ（2021時点） | 身長 155 cm /体重 ― kg |
| スリーサイズ           | 86 - 58 - 88           |
| カップサイズ           | ―                      |
| 靴のサイズ             | 23.5 cm                |
| 活動期間               | 2019年〜               |
| ジャンル               | タレント、モデル       |
| 活動期間               | 2019年〜               |
| モデル内容             | 一般、水着             |
| 事務所                 | 無所属                 |

嬉野 ゆみ（うれしの ゆみ、1996年7月24日 - ）は、日本の起業家、タレント である。 神奈川県横浜市出身。愛称は「うれしのちゃん」。

## 経歴
2015年、大学在学中に友人と起業。モデル撮影会事業、インフルエンサーキャスティング、PR/広告代理店事業を展開。フジテレビの『ノンストップ!』で女子の新たなブームの火付け役として主催するイベントが取り上げられた。
2017年、モデル撮影会事業を売却。
2019年、インフルエンサーキャスティング・PR会社を売却。同年、Instagramにて個人アカウントの更新を開始。開始1年でフォロワー数が10万人を超え、嬉野ゆみに改名。Instagramを中心にファンを集め、2021年9月ファンクラブ「うれしのちゃんのお部屋」を開始。2021年11月にはKADOKAWAから「嬉野ゆみ」1st写真集を発売。
2022年11月現在、Instagramのフォロワーは約22.7万人、TikTokのフォロワーは約19.5万人、Twitterのフォロワーは1.4万人となっている。

## 人物
キャッチコピーは「あざといは正義」。趣味は、旅行とホテル・カフェ巡り、映画鑑賞。特に歴史物が好きと公言している。

## 雑誌
- 週刊ヤングマガジン（講談社）　2020年1月号ブレイキンガールコーナー
- bis(光文社)　　2021年1月号巻末ページ
- 嬉野ゆみ1st 写真集 （KADOKAWA） 2021年11月17日